# Melitaea eridanea
Melitaea eridanea är en fjärilsart som beskrevs av Rocci 1940. Melitaea eridanea ingår i släktet Melitaea och familjen praktfjärilar. Inga underarter finns listade i Catalogue of Life.